# Стоянов, Иван (1983)
Ива́н Ивано́в Стоя́нов (болг. Иван Стоянов; род. 24 июля 1983, Сливен) — болгарский футболист, атакующий полузащитник; тренер.

## Карьера
Начал свою профессиональную карьеру в родном городе в команде «Сливен». В 2005 году подписал контракт с клубом немецкой Бундеслиги «Штутгарт». Однако провёл лишь матч за дублирующую команду и в мае 2006 года вернулся в «Сливен». Блестяще проведя сезон 2008/09 с командой, 24 мая 2009 года подписал трёхлетний контракт с софийским ЦСКА. 30 июля 2009 года дебютировал за ЦСКА в третьем квалификационном раунде Кубка УЕФА в матче против ирландского «Дерри Сити», впервые отличась за ЦСКА. 25 февраля 2010 года перешёл в «Аланию» из Владикавказа, а летом 2011 года вернулся в Болгарию, в клуб «Лудогорец». В феврале 2014 года вернулся в софийский ЦСКА.

## Достижения

### Командные
«Алания»
- Финалист Кубка России: 2010/11

«Лудогорец»
- Чемпион Болгарии (3): 2011/12, 2012/13, 2013/14
- Обладатель Кубка Болгарии (2): 2011/12, 2013/14

### Личные
- Лучший бомбардир чемпионата Болгарии: 2011/12